# 田中精一 (1911年生の実業家)
田中 精一（たなか せいいち、1911年（明治44年）4月26日 - 1998年（平成10年）6月24日）は、昭和から平成にかけて活動した日本の実業家。
中部電力第4代代表取締役社長（のち会長・相談役）を務め、名古屋財界の重鎮であった。
中部電力以外では東海旅客鉄道（JR東海）代表取締役会長、中部経済連合会会長、日本電気協会会長、西ドイツ名誉領事、中部新国際空港建設促進協議会代表理事、名古屋グランパスエイト会長、ナゴヤドーム会長、財団法人東海産業技術振興財団理事長などを歴任。
勲等は勲一等瑞宝章。西ドイツからドイツ連邦共和国功労勲章大功労十字章、フランス政府からレジオン・ド・ヌール勲章を受章。
従兄弟は洋画家の佐分眞
法名: 大燈院燿道研精居士 多磨霊園に葬る

## 経歴
1911年 - 松永安左エ門の相談相手で東邦電力の専務を務めた田中徳次郎の長男として佐賀県に生まれる。
1924年 - 慶應義塾普通部入学。1934年 - 慶應義塾大学予科を経て法学部で政治学を専攻し卒業。同年 - 東邦電力入社。福岡支店電車課へ配属となり路面電車の運転士となる。
1942年 - 東邦電力の解散に伴い中部配電に移動。海軍少将高木惣吉の肝いりで創設された、海軍省調査課に民間人ブレーントラストとして嘱託。1945年 - 静岡支店営業係長として太平洋戦争終戦を迎える。
1952年 - 電力再編成後の中部電力で東京支社総務課長。1977年 - 中部電力第4代社長就任。田中は社長就任後、脱石油戦略と中電行革を宣言し、原子力、石炭火力、揚水発電を促進し、石油の比率を大幅に引き下た。
1982年 - 第7代中部経済連合会会長就任。1985年 - 代表取締役会長就任。勲一等瑞宝章受章。1986年 - 西ドイツ政府から功労勲章「大功労十字章」を受章。
1987年 - 中部電力相談役に転ずる。エネルギー関係の功績を認められ、フランス政府からレジオン・ド・ヌール勲章を受章。
1990年 - 中部新国際空港建設促進協会代表理事就任。1991年 - ナゴヤドーム建設準備協議会会長就任。
1993年 - JR東海代表取締役会長就任。Jリーグ創設後、名古屋グランパスエイト会長就任。
1998年 - 死去。中部電力とJR東海により合同社葬が執り行われる。